# كارل غوستاف فون برينكمان
كارل غوستاف فون برينكمان (بالسويدية: Carl Gustaf von Brinkman)‏ هو كاتب ودبلوماسي وشاعر سويدي، ولد في 25 فبراير 1764 في أبرشية ناكا ‏ في السويد، وتوفي في 25 ديسمبر 1847 في City of Stockholm (former municipality) ‏ في السويد.